# Marit Bjørgen
Marit Bjørgen (Trondheim, 21 maart 1980) is een voormalige Noorse langlaufster. Bjørgen

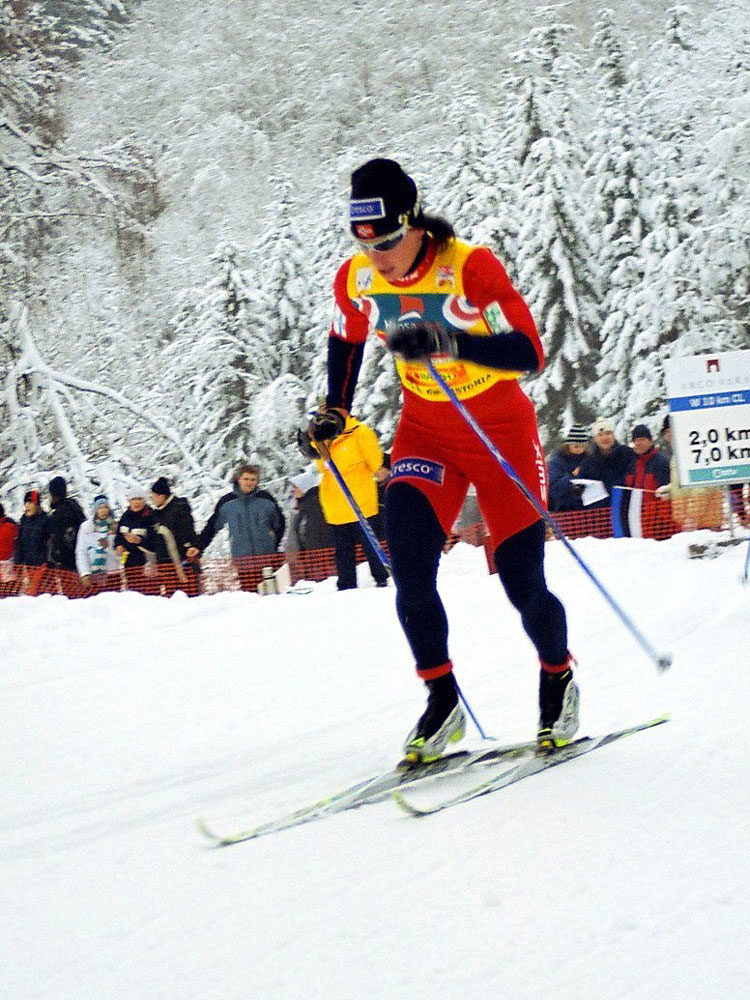
Marit Bjørgen in 2006 in Otepää.

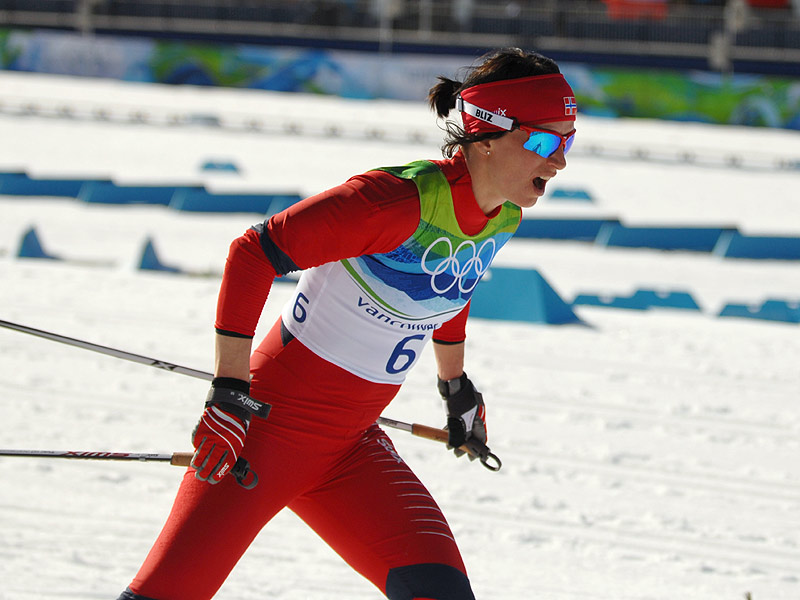
Marit Bjørgen tijdens de Olympische Winterspelen 2010 in Vancouver.

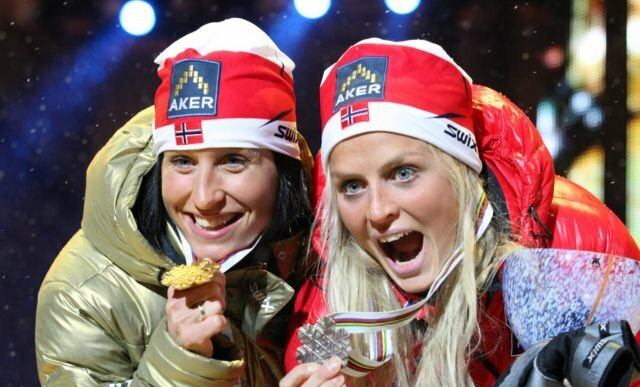
Marit Bjørgen en Therese Johaug tijdens de wereldkampioenschappen langlaufen 2011 in Oslo.

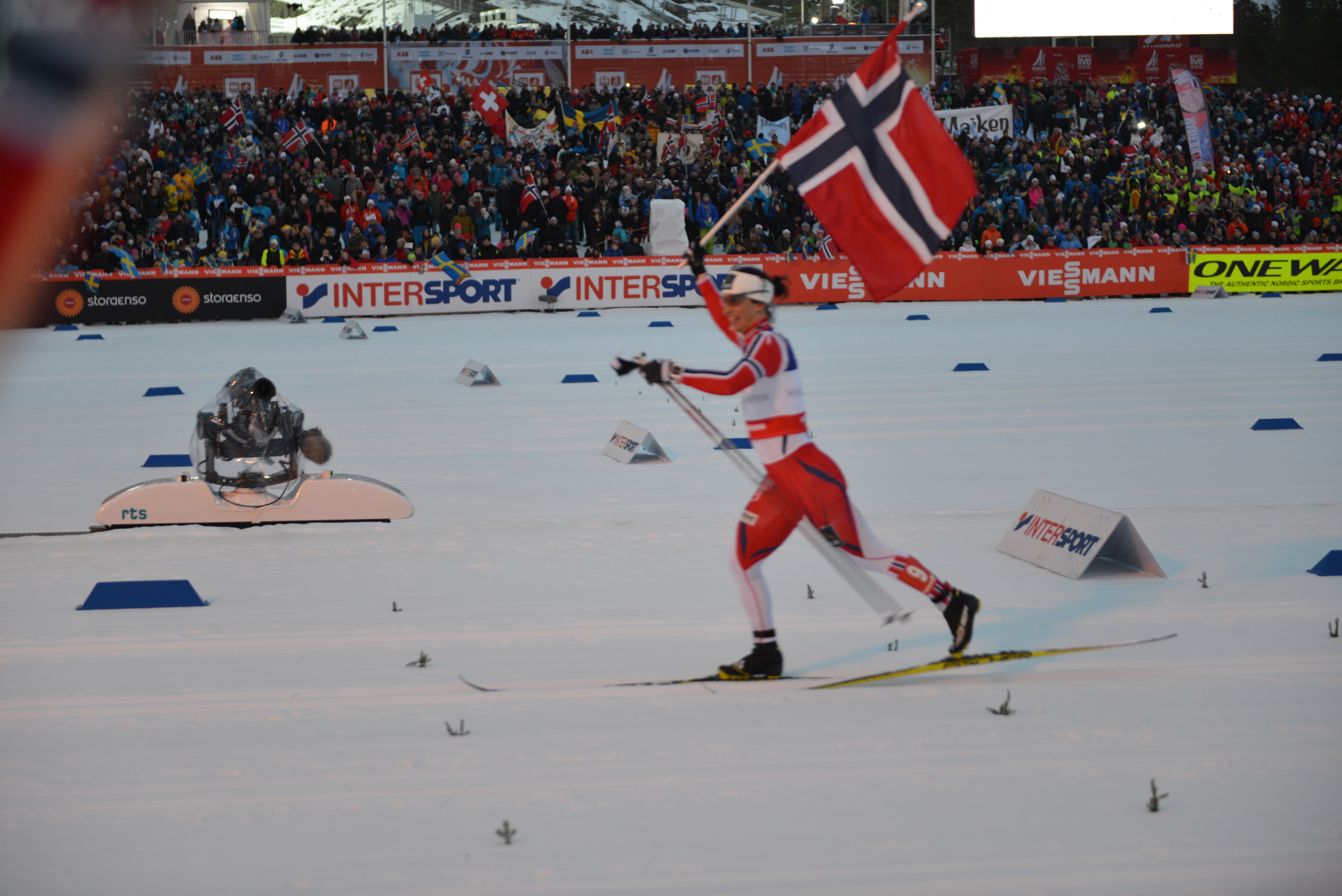
Marit Bjørgen na het behalen van de wereldtitel op de sprint in Falun.

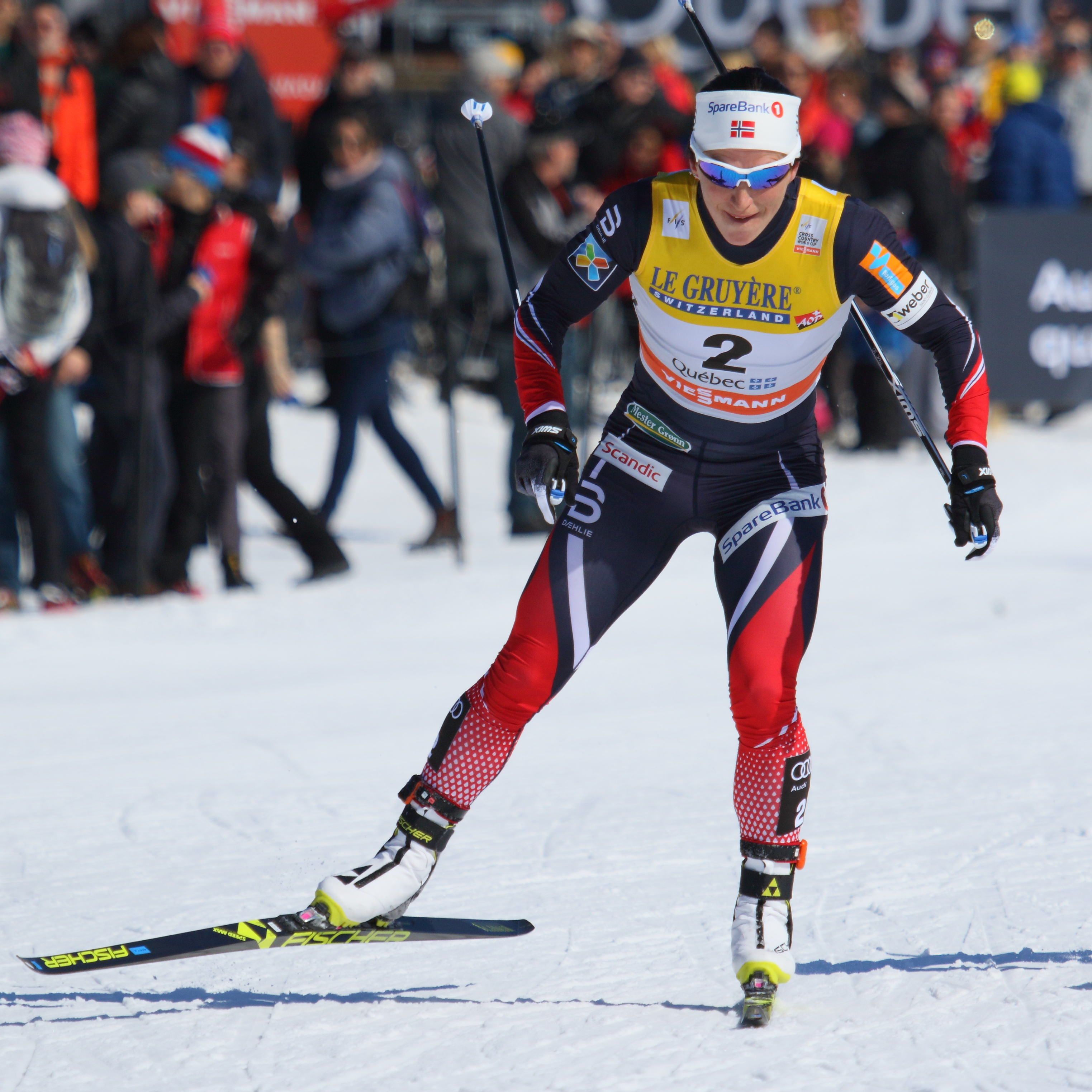
Marit Bjørgen in 2017 in Quebec.

vertegenwoordigde haar vaderland op de Olympische spelen in Salt Lake City, Turijn, Vancouver, Sotsji en Pyeongchang. Met vijftien medailles, waarvan acht gouden, is Bjørgen de meest succesvolle sporter op de winterspelen.

## Carrière
Bjørgen maakte haar wereldbekerdebuut op 27 december 1999 in het Zwitserse Engelberg, een jaar later behaalde ze in hetzelfde Engelberg voor het eerst wereldbekerpunten. Op de wereldkampioenschappen langlaufen 2001 in Lahti eindigde de Noorse als negentiende op de 10 kilometer achtervolging en als 24e op de 10 kilometer klassieke stijl. Tijdens de Olympische Winterspelen van 2002 in Salt Lake City eindigde Bjørgen als veertiende op de 30 kilometer klassieke stijl en als vijftigste op de vijftien kilometer vrije stijl. Samen met Bente Skari, Hilde Gjermundshaug Pedersen en Anita Moen veroverde ze de zilveren medaille op de estafette.
Op 26 oktober 2002 boekte de Noorse in het Duitse Düsseldorf haar eerste wereldbekerzege, het was tevens de eerste keer in haar carrière dat ze een toptien klassering behaalde. Aan het eind van het seizoen 2002/2003 eindigde ze als zesde in het eindklassement. In het Italiaanse Val di Fiemme nam Bjørgen deel aan de wereldkampioenschappen langlaufen 2003. Op dit toernooi veroverde ze de wereldtitel op de sprint en eindigde ze als 24e op de 15 kilometer klassieke stijl. Op de estafette sleepte ze samen met Anita Moen, Hilde Pedersen en Vibeke Skofterud de zilveren medaille in de wacht. In het daaropvolgende seizoen 2003/2004 boekte de Noorse zeven wereldbekerzeges en eindigde ze als tweede in het eindklassement. In het seizoen 2004/2005 boekte ze tien wereldbekerzeges en won ze de algemene wereldbeker. Op de wereldkampioenschappen langlaufen 2005 in Oberstdorf veroverde Bjørgen de gouden medaille op de 30 kilometer klassieke stijl, de zilveren medaille op de 15 kilometer achtervolging en de bronzen medaille op de 10 kilometer vrije stijl. Samen met Hilde Pedersen sleepte ze de wereldtitel in de wacht op het onderdeel teamsprint, op de estafette legde ze samen met Vibeke Skofterud, Hilde Pedersen en Kristin Størmer Steira beslag op de wereldtitel. Het seizoen 2005/2006 leverde de Noorse opnieuw de eindzege in de wereldbeker op, ze bereikte dit onder meer door zes wereldbekerzeges te boeken. Tijdens de Olympische Winterspelen van 2006 in Turijn, Italië veroverde Bjørgen de zilveren medaille op de 10 kilometer klassieke stijl, op de sprint eindigde ze op de achttiende plaats. Op het onderdeel teamsprint eindigde ze samen met Ella Gjømle op de vierde plaats, samen met Kristin Størmer Steira, Hilde Pedersen en Kristin Murer Stemland eindigde ze als vijfde op de 4x5 kilometer estafette.
In het naolympisch seizoen, 2006/2007, boekte Bjørgen twee wereldbekerzeges en eindigde de ze als tweede in de Tour de Ski, in het eindklassement eindigde ze eveneens op de tweede plaats. Op de wereldkampioenschappen langlaufen 2007 in Sapporo eindigde de Noorse als negende op de 30 kilometer klassieke stijl, als tiende op de sprint, op de achtervolging eindigde ze als twaalfde en op de 10 kilometer vrije stijl als 22e. Samen met Astrid Jacobsen sleepte ze de bronzen medaille in de wacht op het onderdeel teamsprint, op de estafette legde ze samen met Jacobsen, Vibeke Skofterud en Kristin Størmer Steira beslag op de bronzen medaille. In het daaropvolgende seizoen, wereldbeker langlaufen 2007/2008 boekte Bjørgen wederom twee wereldbekerzeges maar eindigde ze slechts als elfde in het eindklassement. In het seizoen wereldbeker langlaufen 2008/2009 wist de Noorse geen wereldbekerwedstrijd te winnen maar eindigde ze mede dankzij vier podiumplaatsen als tiende in het eindklassement. In Liberec nam Bjørgen deel aan de wereldkampioenschappen langlaufen 2009. Op dit toernooi eindigde ze als tiende op de sprint, als zestiende op de 10 kilometer klassieke stijl en als negentiende op de 15 kilometer achtervolging. Op de estafette eindigde ze samen met Therese Johaug, Kristin Størmer Steira en Marthe Kristoffersen op de vierde plaats. Na bijna twee jaar zonder wereldbekerzege schreef de Noorse de openingswedstrijd van het seizoen 2009/2010, in Beitostølen, op haar naam. Tijdens de Olympische Winterspelen van 2010 in Vancouver won Bjørgen zowel goud op de sprint klassieke stijl als de 15 kilometer achtervolging, daarnaast veroverde ze het zilver op de 30 kilometer klassieke stijl en het brons op de 10 kilometer vrije stijl. Op de estafette sleepte ze samen met Vibeke Skofterud, Therese Johaug en Kristin Størmer Steira de gouden medaille in de wacht.
Op de wereldkampioenschappen langlaufen 2011 in Oslo werd ze wereldkampioene op de sprint, de 10 kilometer klassieke stijl en de 15 kilometer achtervolging. Op de 30 kilometer vrije stijl behaalde ze de zilveren medaille. Samen met Vibeke Skofterud, Therese Johaug en Kristin Størmer Steira veroverde ze de wereldtitel op de estafette. In het seizoen 2011/2012 won de Noorse voor de derde maal in haar carrière de algemene wereldbeker. In Val di Fiemme nam Bjørgen deel aan de wereldkampioenschappen langlaufen 2013. Op dit toernooi prolongeerde ze de wereldtitels op de sprint en de 15 kilometer skiatlon. Daarnaast werd ze wereldkampioene op de 30 kilometer klassieke stijl, op de 10 kilometer vrije stijl legde ze beslag op de zilveren medaille. Op de estafette prolongeerde ze samen met Heidi Weng, Therese Johaug en Kristin Størmer Steira de wereldtitel. Tijdens de Olympische Winterspelen van 2014 in Sotsji veroverde ze de gouden medaille op zowel de 15 kilometer skiatlon en de 30 kilometer vrije stijl, daarnaast eindigde ze als vijfde op de 10 kilometer klassieke stijl en als elfde op de sprint. Samen met Ingvild Flugstad Østberg werd ze olympisch kampioene op de teamsprint, op de estafette eindigde ze samen met Heidi Weng, Therese Johaug en Astrid Jacobsen op de vijfde plaats.
Op de wereldkampioenschappen langlaufen 2015 in Falun prolongeerde Bjørgen de wereldtitel op de sprint. Daarnaast behaalde ze de zilveren medaille op de 30 kilometer klassieke stijl en eindigde ze als zesde op de 15 kilometer skiatlon en als 31e op de 10 kilometer vrije stijl. Samen met Heidi Weng, Therese Johaug en Astrid Jacobsen werd ze opnieuw wereldkampioene op de estafette. In het seizoen 2014/2015 greep de Noorse de eindzege in alle wereldbekerklassementen en schreef ze voor de eerste maal in haar carrière de Tour de Ski op haar naam. Het seizoen 2015/2016 miste ze vanwege de zwangerschap en de geboorte van haar zoon. In Lahti nam ze deel aan de wereldkampioenschappen langlaufen 2017. Op dit toernooi veroverde ze de wereldtitels op de 10 kilometer klassieke stijl, de 15 kilometer skiatlon en de 30 kilometer vrije stijl. Op de sprint eindigde ze op de zestiende plaats. Op de estafette behaalde ze samen met Maiken Caspersen Falla, Heidi Weng en Astrid Jacobsen voor de vierde maal op rij de wereldtitel. Tijdens de Olympische Winterspelen van 2018 in Pyeongchang veroverde Bjørgen de gouden medaille op de 30 kilometer klassieke stijl, de zilveren medaille op de 15 kilometer skiatlon en de bronzen medaille op de 10 kilometer vrije stijl. Samen met Ingvild Flugstad Østberg, Astrid Jacobsen en Ragnhild Haga werd ze olympisch kampioene op de estafette, op de teamsprint sleepte ze samen met Maiken Caspersen Falla de bronzen medaille in de wacht. Door deze prestaties werd ze met acht gouden, vier zilveren en drie bronzen medailles de succesvolste winterolympiër ooit is. Op 6 april 2018 maakte de Noorse bekend te stoppen met langlaufen.

## Privé
Bjørgen woont samen met Fred Børre Lundberg die zijn Olympische titels haalde op de Noordse combinatie. Samen hebben ze een zoon.

## Resultaten

### Olympische Spelen
| Jaar | Plaats         | Resultaten |
| ---- | -------------- | --- |
| 2002 | Salt Lake City | 50e 15 km vrije stijl · 14e 30 km klassieke stijl · 4x5 km estafette                                                                          |
| 2006 | Turijn         | 18e Sprint (vrije stijl) · 10 km klassieke stijl · DNF 15 km achtervolging · 4e Teamsprint (klassieke stijl) · 5e 4x5 km estafette            |
| 2010 | Vancouver      | Sprint (klassieke stijl) · 10 km vrije stijl · 15 km achtervolging · 30 km klassieke stijl · 4x5 km estafette                                 |
| 2014 | Sotsji         | 11e Sprint (vrije stijl) · 5e 10 km klassieke stijl · 15 km skiatlon · 30 km vrije stijl · Teamsprint (klassieke stijl) · 5e 4x5 km estafette |
| 2018 | Pyeongchang    | 10 km (vrije stijl) · 15 km skiatlon · 30 km klassieke stijl · Teamsprint (vrije stijl) · 4x5 km estafette                                    |

### Wereldkampioenschappen
| Jaar | Plaats        | Resultaten |
| ---- | ------------- | --- |
| 2001 | Lahti         | 19e 10 km achtervolging 24e 10 km klassieke stijl |
| 2003 | Val di Fiemme | Sprint (vrije stijl) · 24e 15 km klassieke stijl · 4x5 km estafette                                                                                     |
| 2005 | Oberstdorf    | 10 km vrije stijl · 15 km achtervolging · 30 km klassieke stijl · teamsprint (vrije stijl) · 4x5 km estafette                                           |
| 2007 | Sapporo       | 10e Sprint (klassieke stijl) · 22e 10 km vrije stijl · 12e 15 km achtervolging · 9e 30 km klassieke stijl · Teamsprint (vrije stijl) · 4x5 km estafette |
| 2009 | Liberec       | 10e Sprint (vrije stijl) 16e 10 km klassieke stijl 19e 15 km achtervolging 4e 4x5 km estafette                                                          |
| 2011 | Oslo          | Sprint (vrije stijl) · 10 km klassieke stijl · 15 km achtervolging · 30 km vrije stijl · 4x5 km estafette                                               |
| 2013 | Val di Fiemme | Sprint (klassieke stijl) · 10 km vrije stijl · 15 km skiatlon · 30 km klassieke stijl · 4x5 km estafette                                                |
| 2015 | Falun         | Sprint (klassieke stijl) · 31e 10 km vrije stijl · 6e 15 km skiatlon · 30 km klassieke stijl · 4x5 km estafette                                         |
| 2017 | Lahti         | 16e Sprint (vrije stijl) · 10 km klassieke stijl · 15 km skiatlon · 30 km vrije stijl · 4x5 km estafette                                                |

### Wereldbeker
Eindklasseringen
| Seizoen   | Algm   | DI     | SP     | TdS    |
| --------- | ------ | ------ | ------ | ------ |
| 2000/2001 | 53e    | –      | 48e    |        |
| 2001/2002 | 32e    | –      | 36e    |        |
| 2002/2003 | 6e     | –      | Goud   |        |
| 2003/2004 | Zilver | 11e    | Goud   |        |
| 2004/2005 | Goud   | Goud   | Goud   |        |
| 2005/2006 | Goud   | 4e     | Goud   |        |
| 2006/2007 | Zilver | 4e     | 6e     | Zilver |
| 2007/2008 | 11e    | 6e     | 16e    | DNF    |
| 2008/2009 | 10e    | 9e     | 14e    | 10e    |
| 2009/2010 | Zilver | Zilver | Zilver | –      |
| 2010/2011 | Zilver | Zilver | 4e     | –      |
| 2011/2012 | Goud   | Goud   | Brons  | Zilver |
| 2012/2013 | 4e     | 6e     | 7e     | –      |
| 2013/2014 | Zilver | Zilver | Brons  | DNF    |
| 2014/2015 | Goud   | Goud   | Goud   | Goud   |
| 2016/2017 | 5e     | Zilver | 15e    | –      |
| 2017/2018 | 5e     | 5e     | 26e    | –      |

Wereldbekerzeges
| Nr.  | Datum             | Plaats                | Onderdeel                             |
| ---- | ----------------- | --------------------- | ------------------------------------- |
| 1.   | 26 oktober 2002   | Düsseldorf            | Sprint (vrije stijl)                  |
| 2.   | 11 december 2002  | Clusone               | Sprint (vrije stijl)                  |
| 3.   | 12 februari 2003  | Reit im Winkl         | Sprint (vrije stijl)                  |
| 4.   | 16 december 2003  | Val di Fiemme         | Sprint (klassieke stijl)              |
| 5.   | 18 januari 2004   | Nové Město            | Sprint (vrije stijl)                  |
| 6.   | 18 februari 2004  | Stockholm             | Sprint (klassieke stijl)              |
| 7.   | 24 februari 2004  | Trondheim             | Sprint (vrije stijl)                  |
| 8.   | 26 februari 2004  | Drammen               | Sprint (klassieke stijl)              |
| 9.   | 5 maart 2004      | Lahti                 | Sprint (vrije stijl)                  |
| 10.  | 12 maart 2004     | Pragelato             | Sprint (vrije stijl)                  |
| 11.  | 23 oktober 2004   | Düsseldorf            | Sprint (vrije stijl)                  |
| 12.  | 20 november 2004  | Gällivare             | 10 km (klassieke stijl)               |
| 13.  | 4 december 2004   | Bern                  | Sprint (vrije stijl)                  |
| 14.  | 11 december 2004  | Lago di Tesero        | 15 km achtervolging                   |
| 15.  | 14 december 2004  | Asiago                | Sprint (klassieke stijl)              |
| 16.  | 8 januari 2005    | Otepää                | 10 km (klassieke stijl)               |
| 17.  | 16 januari 2005   | Nové Město            | Sprint (vrije stijl)                  |
| 18.  | 12 maart 2005     | Oslo                  | 30 km (klassieke stijl)               |
| 19.  | 16 maart 2005     | Göteborg              | Sprint (vrije stijl)                  |
| 20.  | 19 maart 2005     | Falun                 | 15 km achtervolging                   |
| 21.  | 22 oktober 2005   | Düsseldorf            | Sprint (vrije stijl)                  |
| 22.  | 19 november 2005  | Beitostølen           | 10 km (klassieke stijl)               |
| 23.  | 26 november 2005  | Kuusamo               | 10 km (klassieke stijl)               |
| 24.  | 10 december 2005  | Vernon                | 15 km achtervolging                   |
| 25.  | 4 maart 2006      | Mora                  | 45 km (klassieke stijl)               |
| 26.  | 15 maart 2006     | Changchun             | Sprint (vrije stijl)                  |
| 27.  | 28 oktober 2006   | Düsseldorf            | Sprint (vrije stijl)                  |
| 28.  | 31 december 2006  | München               | Sprint (vrije stijl) TdS              |
| 29.  | 24 maart 2007     | Falun                 | 15 km achtervolging                   |
| 30.  | 24 november 2007  | Beitostølen           | 10 km (vrije stijl)                   |
| 31.  | 2 december 2007   | Kuusamo               | 10 km (klassieke stijl)               |
| 32.  | 21 november 2009  | Beitostølen           | 10 km (vrije stijl)                   |
| 33.  | 19 december 2009  | Rogla                 | Sprint (klassieke stijl)              |
| 34.  | 6 maart 2010      | Lahti                 | 15 km achtervolging                   |
| 35.  | 11 maart 2010     | Drammen               | Sprint (klassieke stijl)              |
| 36.  | 13 maart 2010     | Oslo                  | 30 km (vrije stijl)                   |
| 37.  | 14 maart 2010     | Oslo                  | Sprint (vrije stijl)                  |
| 38.  | 20 november 2010  | Gällivare             | 10 km (vrije stijl)                   |
| 39.  | 26 november 2010  | Kuusamo               | Sprint (klassieke stijl)              |
| 40.  | 27 november 2010  | Kuusamo               | 5 km klassieke stijl                  |
| 41.  | 28 november 2010  | Nordic Opening        | Nordic Opening                        |
| 42.  | 11 december 2010  | Davos                 | 10 km klassieke stijl                 |
| 43.  | 12 december 2010  | Davos                 | Sprint (vrije stijl)                  |
| 44.  | 18 december 2010  | La Clusaz             | 15 km vrije stijl (massastart)        |
| 45.  | 22 januari 2011   | Otepää                | 10 km klassieke stijl                 |
| 46.  | 19 februari 2011  | Drammen               | 10 km klassieke stijl                 |
| 47.  | 13 maart 2011     | Lahti                 | Sprint (klassieke stijl)              |
| 48.  | 18 maart 2011     | Falun                 | 2,5 km klassieke stijl                |
| 49.  | 19 maart 2011     | Falun                 | 10 km achtervolging                   |
| 50.  | 20 maart 2011     | Wereldbekerfinale     | Wereldbekerfinale                     |
| 51.  | 19 november 2011  | Sjusjøen              | 10 km vrije stijl                     |
| 52.  | 25 november 2011  | Kuusamo               | Sprint (klassieke stijl)              |
| 53.  | 26 november 2011  | Kuusamo               | 5 km vrije stijl                      |
| 54.  | 27 november 2011  | Nordic Opening        | Nordic Opening                        |
| 55.  | 10 december 2011  | Davos                 | 15 km vrije stijl                     |
| 56.  | 1 januari 2012    | Oberstdorf            | 10 km skiatlon TdS                    |
| 57.  | 3 januari 2012    | Toblach               | 3 km klassieke stijl                  |
| 58.  | 4 januari 2012    | Toblach               | Sprint (vrije stijl)                  |
| 59.  | 5 januari 2012    | Toblach               | 15 km vrije stijl (handicapstart)     |
| 60.  | 4 februari 2012   | Rybinsk               | 10 km vrije stijl (massastart)        |
| 61.  | 11 februari 2012  | Nové Město            | 15 km klassieke stijl (massastart)    |
| 62.  | 4 maart 2012      | Lahti                 | Sprint (klassieke stijl)              |
| 63.  | 7 maart 2012      | Drammen               | Sprint (klassieke stijl)              |
| 64.  | 11 maart 2012     | Oslo                  | 30 km klassieke stijl (massastart)    |
| 65.  | 14 maart 2012     | Stockholm             | Sprint (klassieke stijl)              |
| 66.  | 16 maart 2012     | Falun                 | 2,5 km vrije stijl                    |
| 67.  | 18 maart 2012     | Wereldbekerfinale     | Wereldbekerfinale                     |
| 68.  | 24 november 2012  | Gällivare             | 10 km (vrije stijl)                   |
| 69.  | 30 november 2012  | Kuusamo               | Sprint (klassieke stijl)              |
| 70.  | 1 december 2012   | Kuusamo               | 5 km vrije stijl                      |
| 71.  | 2 december 2012   | Kuusamo               | 10 km klassieke stijl (handicapstart) |
| 72.  | 2 december 2012   | Nordic Opening        | Nordic Opening                        |
| 73.  | 19 januari 2013   | La Clusaz             | 10 km klassieke stijl (massastart)    |
| 74.  | 22 maart 2013     | Falun                 | 2,5 km vrije stijl                    |
| 75.  | 23 maart 2013     | Falun                 | 10 km klassieke stijl (massastart)    |
| 76.  | 24 maart 2013     | Wereldbekerfinale     | Wereldbekerfinale                     |
| 77.  | 1 december 2013   | Nordic Opening        | Nordic Opening                        |
| 78.  | 14 december 2013  | Davos                 | 15 km vrije stijl                     |
| 79.  | 15 december 2013  | Davos                 | Sprint (vrije stijl)                  |
| 80.  | 28 december 2013  | Oberhof               | 3 km vrije stijl                      |
| 81.  | 1 februari 2014   | Toblach               | 10 km klassieke stijl                 |
| 82.  | 2 februari 2014   | Toblach               | Sprint (vrije stijl)                  |
| 83.  | 2 maart 2014      | Lahti                 | 10 km vrije stijl                     |
| 84.  | 9 maart 2014      | Oslo                  | 30 km klassieke stijl (massastart)    |
| 85.  | 14 maart 2014     | Falun                 | Sprint (klassieke stijl)              |
| 86.  | 29 november 2014  | Kuusamo               | Sprint (klassieke stijl)              |
| 87.  | 5 december 2014   | Lillehammer           | Sprint (vrije stijl)                  |
| 88.  | 5-7 december 2014 | Lillehammer           | Nordic Opening                        |
| 89.  | 20 december 2014  | Davos                 | 10 km vrije stijl                     |
| 90.  | 21 december 2014  | Davos                 | Sprint (vrije stijl)                  |
| 91.  | 3 januari 2015    | Oberstdorf            | 3 km vrije stijl                      |
| 92.  | 4 januari 2015    | Oberstdorf            | 10 km klassieke stijl (handicapstart) |
| 93.  | 6 januari 2015    | Val Müstair           | Sprint (vrije stijl)                  |
| 94.  | 7 januari 2015    | Toblach               | 5 km klassieke stijl                  |
| 95.  | 8 januari 2015    | Toblach               | 15 km vrije stijl (handicapstart)     |
| 96.  | 11 januari 2015   | Tour de Ski 2014/2015 | Tour de Ski 2014/2015                 |
| 97.  | 14 februari 2015  | Östersund             | Sprint (klassieke stijl)              |
| 98.  | 7 maart 2015      | Lahti                 | Sprint (vrije stijl)                  |
| 99.  | 8 maart 2015      | Lahti                 | 10 km klassieke stijl                 |
| 100. | 15 maart 2015     | Oslo                  | 30 km vrije stijl (massastart)        |
| 101. | 27 november 2016  | Kuusamo               | 10 km klassieke stijl                 |
| 102. | 21 januari 2017   | Ulricehamn            | 10 km vrije stijl                     |
| 103. | 29 januari 2017   | Falun                 | 15 km klassieke stijl (massastart)    |
| 104. | 19 februari 2017  | Otepää                | 10 km klassieke stijl                 |
| 105. | 12 maart 2017     | Oslo                  | 30 km klassieke stijl (massastart)    |
| 106. | 18 maart 2017     | Quebec                | 10 km klassieke stijl (massastart)    |
| 107. | 19 maart 2017     | Quebec                | 10 km vrije stijl (handicapstart)     |
| 108. | 19 maart 2017     | Wereldbekerfinale     | Wereldbekerfinale                     |
| 109. | 25 november 2017  | Kuusamo               | 10 km klassieke stijl                 |
| 110. | 17 december 2017  | Toblach               | 10 km klassieke stijl (achtervolging) |
| 111. | 11 maart 2018     | Oslo                  | 30 km vrije stijl (massastart)        |
| 112. | 18 maart 2018     | Wereldbekerfinale     | Wereldbekerfinale                     |

*TdS = Etappezege in de Tour de Ski.

### Marathons
Ski Classics podiumplaatsen
| Nr.         | Datum         | Plaats              | Marathon     | Onderdeel                          |
| 2e plaatsen | 2e plaatsen   | 2e plaatsen         | 2e plaatsen  | 2e plaatsen                        |
| ----------- | ------------- | ------------------- | ------------ | ---------------------------------- |
| 1.          | 27 maart 2021 | Sälen–Mora          | Wasaloop     | 90 km klassieke stijl (massastart) |
| 2.          | 2 april 2022  | Setermoen–Bardufoss | Reistadløpet | 50 km klassieke stijl (massastart) |

Overige marathonzeges
| Nr. | Datum         | Plaats         | Marathon     | Onderdeel                      |
| --- | ------------- | -------------- | ------------ | ------------------------------ |
| 1.  | 20 april 2013 | Finse–Ustaoset | Skarverennet | 37 km vrije stijl (massastart) |